# پینکی و برین
پینکی و برین (انگلیسی: Pinky and the Brain) یک مجموعه پویانمایی تلویزیونی آمریکایی است که در ۶۵ قسمت از سال ۱۹۹۵ تا ۱۹۹۸ میلادی از شبکهٔ «دابلیو. بی» پخش شد.
این کارتون، نخستین انیمیشنی است که با سیستم صدای دالبی فراگیر (دالبی محیطی) ساخته شد و همچنین حاصل چهارمین همکاری کمپانیِ «امبلین اینترتینمنت» (متعلق به استیون اسپیلبرگ) و «وارنر برادرز انیمیشن» بود.
این کارتون دربارهٔ دو موشِ آزمایشگاهی با نام‌های «پینکی» و «برین» است که ژن‌هایشان توسط مهندسی ژنتیک دستکاری شده‌است و یکی از آن‌ها خودبین و زرنگ و دیگری خنگ و کودن است و در هر قسمت، ماجراهایی برایشان اتفاق می‌افتد. هربار، «پینکی» سعی می‌کند با ابداع روشی، جهان را تحت کنترل خودش درآورد، اما بیشتر مواقع به دلیل خنگ‌بازی‌های «برین»، نقشه‌هایشان با شکست مواجه می‌شود.
در سال 2018 استیون اسپیلبرگ اعلام کرد که این مجموعه کارتون را همانند کارتون یاکو و واکو و Duck Tales 2017 دوباره راه اندازی کند.